# 369-й пехотный полк (США)
369-й пехотный полк, 15-й полк национальной гвардии Нью-Йорка, также "Адские бойцы"(англ. 369th Infantry Regiment, 15th New York National Guard Regiment) — пехотный полк Армии США. В основном состоял из афроамериканцев, но также в него входили люди из Пуэрто-Рико, Кубы, Либерии и др.

## История

### Формирование
Был сформирован 2 июня 1913 года изначально как 15-й полк национальной гвардии Нью-Йорка, однако 29 июня 1916 года был переименован в 369-й пехотный полк. 369-й пехотный полк был приписан 1 декабря 1917 года к 185-й пехотной бригаде. Им командовал полковник Уильям Хейворд.

## Первая мировая война
27 декабря 1917 года подразделение было отправлено во Францию для участия в войне.

### Назначение во французскую армию

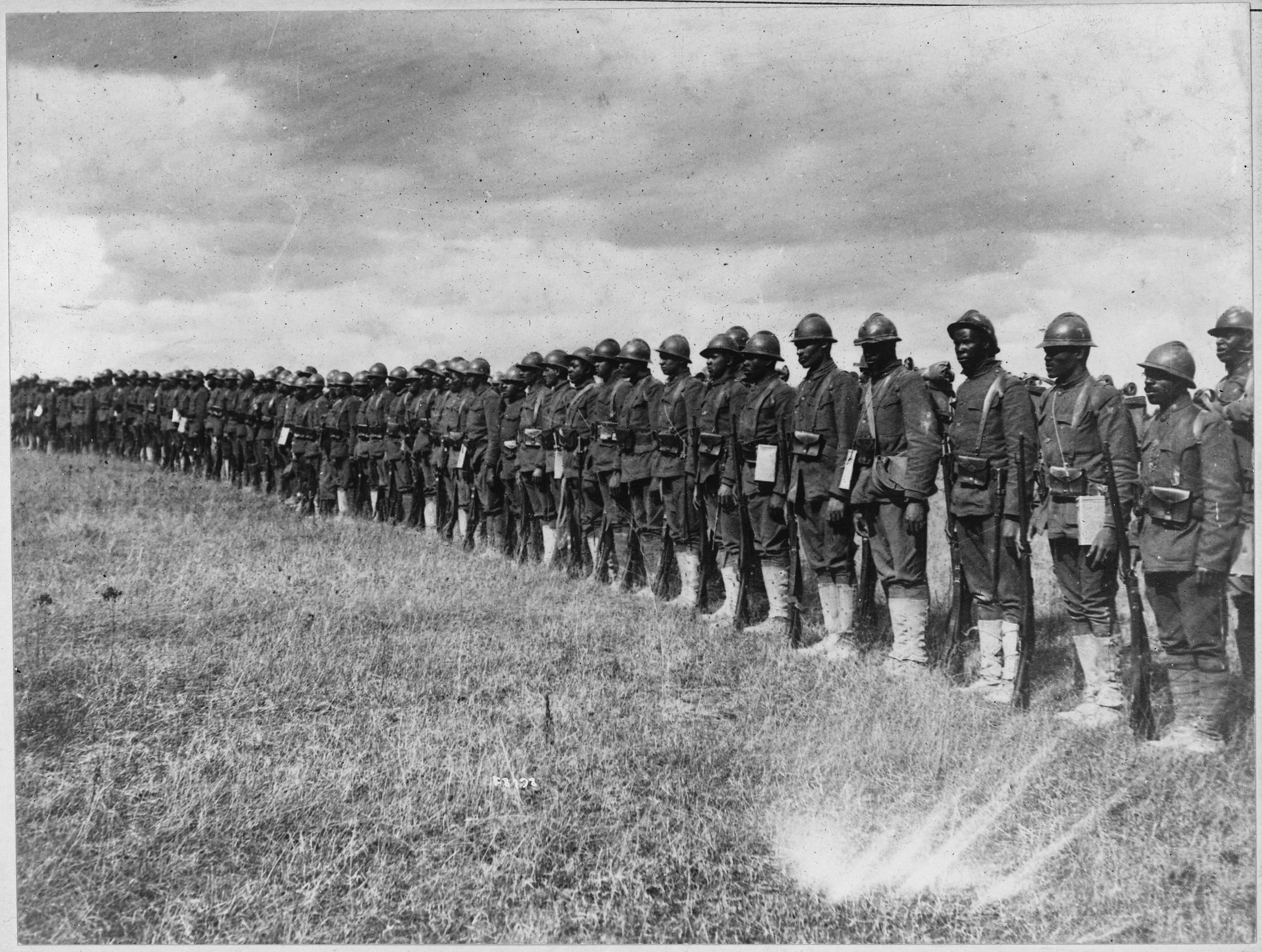
Военнослужащие полка во Франции

Из-за политики армии США по продолжающейся сегрегации между афроамериканскими и белыми подразделениями, 8 апреля 1918 года было решено привязать подразделение к 16-й дивизии 4-й армии Вооруженных сил Франции на время участия США в войне. В конечном итоге 369-му пехотному полку было выдано французское снаряжение, хотя при этом они продолжали носить американскую униформу. К 369-му полку в то время относились во многом так же, как и к другим французским подразделениям. Полк не был отделен от других французских подразделений, но все же сталкивался с небольшой расовой дискриминацией. До интеграции 369-го полка во французскую армию входило множество колониальных подразделений с небелым персоналом, многие из Марокко и Сенегала. Французские солдаты, также столкнувшиеся с острой нехваткой рабочей силы, меньше беспокоились о расовой принадлежности, чем американцы.

### Отличия
Полк отличился особой жестокостью в боях с врагом, а также и высоким уровнем боевого духа. Военнослужащим полка были вручены одна медаль Почёта и многочисленные кресты «За выдающиеся заслуги».
Рядовой Генри Джонсон, бывший носильщик железнодорожной станции из Олбани, штат Нью-Йорк, получил широкое признание в 369-м полку за свои выдающиеся боевые подвиги во Франции, за что получил прозвище «Черная смерть». В мае 1918 года Джонсон и рядовой Нидхэм Робертс доблестно отразили нападение немецкого патруля из 24 человек, несмотря на то, что оба получили тяжелые ранения. Среди хаоса Джонсон приказал Робертсу предупредить французские части о приближении врага, но Робертс вернулся под обстрелом. Вместе они сражались до тех пор, пока немецкая граната не ранила Робертса. Ничуть не смутившись, Джонсон взял на себя обязательство поддерживать линию обороны и прикрывать своего товарища. С израсходованными боеприпасами, Джонсон атаковал врага, используя гранаты, приклад винтовки. Отчеты предполагают, что Джонсон, возможно, убил по меньшей мере четырёх немецких солдат и ранил ещё около 30 человек, сам получив по меньшей мере 21 ранение. Признавая их доблесть, более 100 человек из 369-го полка получили американские и французские награды, причем Джонсон стал первым американцем, удостоенным Военным крестом.

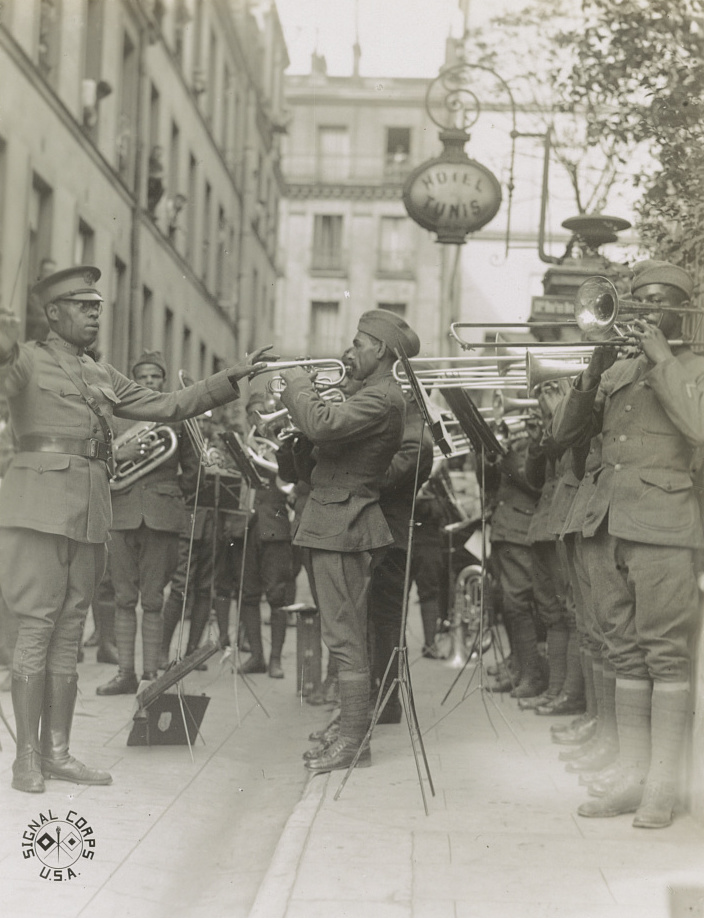
Военнослужащие полка играют джазз для раненых американцев во дворе парижского госпиталя

13 декабря 1918 года, через месяц после объявления перемирия, французское правительство наградило Военным крестом 170 военнослужащих полка.

## Межвоенное время
После окончания Первой мировой войны полк был обратно переведен в Национальную гвардию Нью-Йорка, а его штаб был признан федеральным 6 сентября 1924 года. В 1938 году Бенджамин Оливер Дэвис стал командиром полка и возглавил реорганизацию, в результате которой в 1940 году был сформирован 369-й береговой артиллерийский полк.

## Вторая мировая война
15 мая 1942 года 369-й пехотный полк был восстановлен в составе 93-й пехотной дивизии (цветной) в составе Армии Соединённых Штатов, в результате эта итерация 369-го пехотного полка не имеет прямой связи с 15-м Нью-Йоркским, созданным до Первой мировой войны и действующим по сей день. Он был развернут за границей и участвовал в операциях в районе Юго-Западной части Тихого океана. 369-й полк вместе с остальной частью 93-й пехотной дивизии оккупировал Моротай с апреля по июнь 1945 года. Дивизия переброшена в Замбоангу 1 июля 1945 года, где он проводил патрулирование до капитуляции японцев 15 августа. 369-й полк покинул Филиппины вместе с дивизией 17 января 1946 года, вернувшись в Соединенные Штаты 1 февраля. Подразделение было расформировано два дня спустя.

## Отличительные знаки подразделения
Описание
Устройство из металла и эмали серебристого цвета 3,2 см в высоту, состоящий из синего щита, заряженного серебряной гремучей змеей, свернувшейся кольцом и готовой нанести удар.
Символика
Гремучая змея — это символ, используемый на некоторых колониальных флагах, и ассоциируется с тринадцатью первоначальными колониями. Серебряная гремучая змея на синем щите была отличительным знаком полка 369-го пехотного полка, прародителя подразделения, и намекает на службу организации во время Первой мировой войны.
Предыстория
Отличительная эмблема подразделения была первоначально утверждена для 369-го пехотного полка 17 апреля 1923 года. 3 декабря 1940 года она была переименована в 369-й полк береговой артиллерии. 7 января 1944 года он был переименован в 369-й зенитный артиллерийский дивизион. 14 августа 1956 года он был переименован в 569-й полевой артиллерийский дивизион. Знак отличия был изменён для 369-го артиллерийского полка 4 апреля 1962 года. 2 сентября 1964 года в него были внесены поправки, исправляющие формулировку описания. 13 марта 1969 года он был переименован в 569-й транспортный батальон и дополнен девизом. 14 января 1975 года эмблема была переименована для 369-го транспортного батальона и исправлена таким образом, чтобы исключить девиз. 2 ноября 1994 года он был переименован в 369-й батальон поддержки и дополнен с целью пересмотра описания и символики. 20 июля 2007 года эмблема была изменена для 369-й бригады обеспечения и дополнена описанием и символикой.

## В массовой культуре
- Песня «Hellfighters», записанная в 2022 году шведской пауэр-метал группой Sabaton для их альбома The War to End All Wars, посвящена 369-му пехотному полку.

- В игре Battlefield 1 имеется сюжетная линия из одной миссии, посвященная 369-му пехотному полку.